# Correzzana
Correzzana – miejscowość i gmina we Włoszech, w regionie Lombardia, w prowincji Monza i Brianza.
Według danych na rok 2004 gminę zamieszkiwało 1845 osób, 922,5 os./km².